# Bundesstraße 63
Pour les articles homonymes, voir B63 et Route 63.
La Bundesstraße 63 (abrégé en B 63) est une Bundesstraße reliant Drensteinfurt à Wickede.

## Localités traversées
- Drensteinfurt
- Hamm
- Rhynern
- Werl
- Wickede